# 오재희 (1932년)
오재희(吳在熙, 1932년~)는 대한민국의 제25대 외무부 차관을 역임한 외교관이다. 본관은 해주이며, 대구광역시 출신이다.
서울대학교 정치학과를 졸업하고, 외무고시에 합격한 뒤, 주미·주일 공사, 주 파키스탄 대사, 외무부 차관, 주일 대사를 역임하였다.
1991년 2월 19일, 노태우 정부에 의해 주일 대사에 임명되었다. 오재희 대사의 기용은 그의 직업외교관 경력으로 미루어 자연스런 인사로 볼 수도 있지만 그가 노태우 대통령과 경북고등학교 동기동창이고 노재봉 총리의 매형, 이상옥 외무부 장관과는 대학 동기 사이라는 학연, 혈연에 주목하는 시각도 있었다. 성격이 꼼꼼하고 일처리가 치밀하며 빈틈없어 부하 직원들로부터 오검사라고 불리기도 하였다. 외무고시 출신으로 첫 주일 대사이다.

## 가족
- 배우자: 노숙자(盧淑子)
- 자녀: 2남 1녀